# Skuphonura kensleyi
Skuphonura kensleyi là một loài chân đều trong họ Anthuridae. Loài này được Brusca & Müller miêu tả khoa học năm 1991.